# Fényes nyergek
A Fényes nyergek (eredeti cím: Blazing Saddles) 1974-es amerikai szatirikus westernfilm, amelyet Mel Brooks rendezett. A főszerepekben Cleavon Little és Gene Wilder láthatók. A filmet Brooks, Andrew Bergman, Richard Pryor, Norman Steinberg és Alan Uger írták, ami Bergman történetén alapul. Brooks mellékszereplőként is feltűnik a filmben. A film a westernfilmek paródiája.

## Cselekmény
Az 1874-es amerikai határvidéken egy új vasútvonalat hamarosan átvezetnek Rock Ridge-en, hogy elkerüljék a futóhomokot. Hedley Lamarr főállamügyész arra akarja kényszeríteni Rock Ridge lakóit, hogy hagyják el a városukat, és egy bandát küld csatlósa, Taggart vezetésével, hogy lelőjék a seriffet és ezzel szétszakítsák a várost. A városlakók arra kérik William J. Le Petomane kormányzót, hogy nevezzen ki új seriffet a védelmükre. Lamarr meggyőzi az alkalmatlan Le Petomane-t, hogy nevezze ki Bartot, egy fekete vasúti munkást, akit egy fehér őr megtámadása miatt akartak kivégezni. 
Bart legyőzi Mongót, egy erős, bolondos, de filozofikus csatlóst, akit azért küldtek, hogy meggyilkolja őt; amikor Bart meglátogatja a vasútépítés helyszínét, és felfedezi Lamarr érdeklődését a föld iránt, Waco Kid lelövi Taggartot és banditáit; végül Bartnak sikerül a német csábítót, Lili von Shtuppot a saját játékában kicseleznie, ami miatt Lili szerelmes lesz belé. Lamarr, felháborodva azon, hogy tervei kudarcot vallottak, új és nagyobb tervet eszel ki: egy sereg gengsztert toboroz, köztük közönséges bűnözőket, Ku Klux Klan tagokat, nácikat és metodistákat.
Rock Ridge-től három mérföldre keletre Bart bemutatja a fehér városlakóknak a fekete, kínai és ír munkásokat, akik a közösség elfogadásáért cserébe hajlandóak segíteni a városnak. Bart elmagyarázza tervét Lamarr seregének legyőzésére. Egész éjjel dolgoznak azon, hogy elterelésként megépítsék a város tökéletes mását, az összes épülettel, amelyben azonban nincsenek emberek. Bart felismeri, hogy ez nem lesz elég a gonosztevők megtévesztéséhez. 
Lamarr serege megtámadja a próbababákból álló álvárost, amelyben sok helyen dinamit van. Miután Jim a bombákat lövéssel felrobbantja, az ellenséget és lovaikat a levegőbe repíti, Rock Ridge lakói támadásba lendülnek.
A városlakók, a munkások és Lamarr verőlegényei között kialakuló verekedés úgy töri meg a negyedik falat, hogy az átcsap egy másik díszletbe, ahol Buddy Bizarre rendező egy zenés számot vezet, majd a stúdió ebédlőjébe, ahol az ételért verekednek, végül pedig a Warner Bros. stúdiójából Burbank utcáira. 
Lamarr, felismerve vereségét, taxival menekül, és követeli, hogy vegyék ki a filmből. A Grauman's Chinese Theatre-ben rejtőzik el, ahol éppen a Blazing Saddles premierje zajlik. Ahogy leül, látja, hogy Bart lóháton érkezik a színház elé. Bart megakadályozza Lamarr menekülését, majd lelövi. Bart és Jim bemennek a moziba, hogy megnézzék a film végét, amelyben Bart bejelenti a városlakóknak, hogy elhagyja Rock Ridge-et. Amikor elhagyja a várost, megtalálja Jimet, és meghívja egy „különleges hely”-re. 
Lóháton lovagolnak el a naplementébe, de megállnak egy sofőrös limuzinnál, és a járművel folytatják útjukat.

## Szereplők
- Cleavon Little: Bart
- Gene Wilder: Jim
- Slim Pickens: Taggart
- Harvey Korman: Hedley Lamarr
- Madeline Kahn: Lili Von Shtupp
- Mel Brooks: Lepetomane kormányzó, indián főnök
- Burton Gilliam: Lyle
- Alex Karras: Mongo
- David Huddleston: Olson Johnson
- Liam Dunn: Johnson lelkész
- John Hillerman: Howard Johnson
- George Furth: Van Johnson
- Claude Ennis Starrett, Jr.: Gabby Johnson
- Carol Arthur: Harriett Johnson
- Richard Collier: Dr. Sam Johnson
- Charles McGregor: Charlie
- Robyn Hilton: Miss Stein
- Don Megowan: rágógumizó ember
- Dom DeLuise: Buddy Bizarre
- Count Basie: önmaga

## Fordítás
- Ez a szócikk részben vagy egészben  a   Blazing Saddles című olasz Wikipédia-szócikk fordításán alapul.  Az eredeti cikk szerkesztőit annak laptörténete sorolja fel. Ez a jelzés csupán a megfogalmazás eredetét és a szerzői jogokat jelzi, nem szolgál a cikkben szereplő információk forrásmegjelöléseként.